# .450/400 Black Powder Express
El .450/400 Black Powder Express es un cartucho para rifle de pólvora negra, obsoleto, introducido en el Reino Unido en la década de 1880.

## Diseño
Diseñado para ser usado en rifles express, y cargado con pólvora negra, este cartucho de de fuego central con un casquillo en forma de botella fue producido en versiones de dos longitudes de casquillo; 23⁄8 pulgadas (60,3 milímetros) y 31⁄4 pulgadas (83 milímetros). Posteriormente, ambos cartuchos se cargaron como cartuchos "Nitro for Black", los mismos cartuchos cargados con cargas ligeras de cordita cuidadosamente equilibradas mediante pruebas para replicar la balística de las versiones de pólvora negra. 

### .450/400 Black Powder Express de 23⁄8pulgadas
El .450/400 23⁄8 pulgadas Black Powder Express se cargaba con proyectiles de entre 210 y 270 granos (14 a 17 gramos), y cargas de entre 79 y 84 granos de pólvora negra, y posteriormente la versión "Nitro for Black" fue cargada con proyectiles de 270 granos y 38 granos de cordita.   

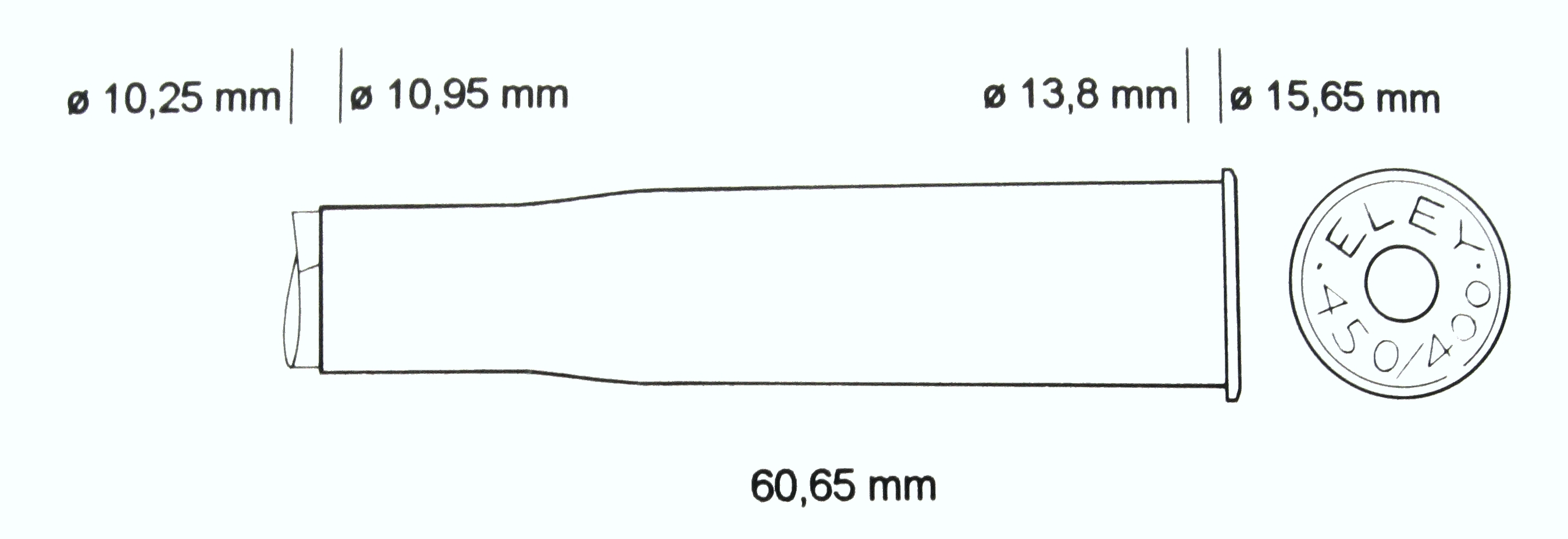

### .450/400 Black Powder Nitro Express de 31⁄4pulgadas
El .450/400 31⁄4El Black Powder Express  pulgada se cargó con balas entre 230 y 300 granos (15 a 19 gramos) y 110 granos de pólvora negra. La versión "Nitro for Black" fue cargada con proyectiles de entre 270 y 310 granos, y entre 45 y 48 granos de cordita.   

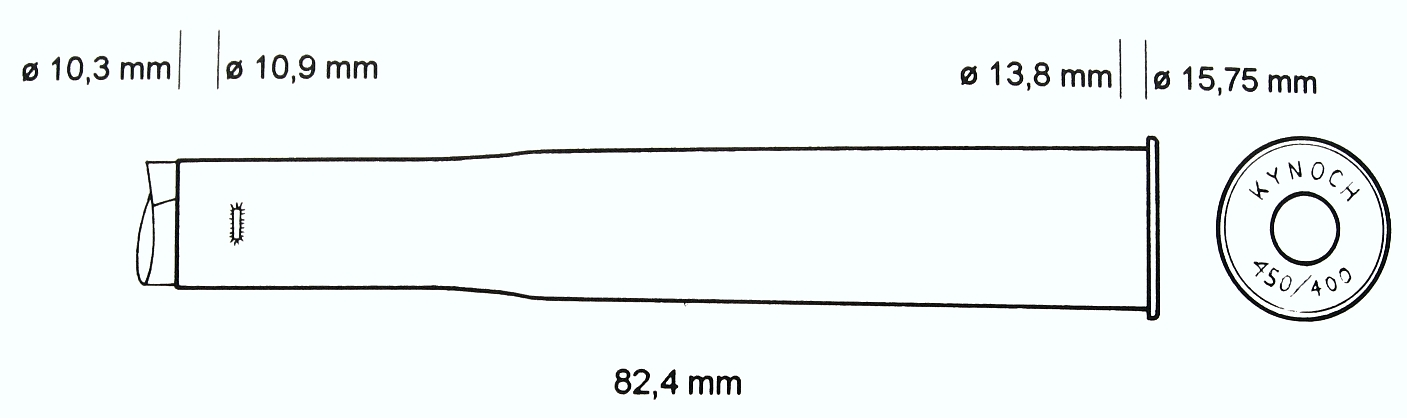

### Cargas de Nitro Express
Los cartuchos .450/400 Black Powder Express sirvieron como casquillos base para el desarrollo del .450/400 Nitro Express, los mismos cartuchos cargados con mayores cargas de cordita y balas más pesadas.

## Historia
El .450/400 Black Powder Express en ambas longitudes de cartucho se desarrolló en la década de 1880 reduciendo el cuello del.450 Black Powder Express. La versión de 23⁄8 pulgadas es simplemente una versión abreviada del  .450/400 Black Powder Nitro Express de 31⁄4 pulgadas, figurando en el catálogo de Kynoch de 1884 como .450 reducido a . 400 . 
Aunque ahora es obsoleto, el .450/400 31⁄4 Black Powder Express  pulgada todavía se puede comprar de fabricantes de municiones como Kynoch . 

## Usar
El .450/400 Black Powder Express en ambas longitudes de se consideraban buenas opciones para la caza de cérvidos, y, por lo general, se alojaban en un rifle de caza ligero. 

## enlaces externos
- Munición-Uno, ".450/400 BPE 31⁄4 de pulgada ", ammo-one.com Archived  </link> , consultado el 8 de noviembre de 2017.
- Colector de cartuchos, .450/400 23⁄8 "Black Powder Express, cartuchocollector.net, consultado el 17 de diciembre de 16.
- Colector de cartuchos, .450/400 23⁄8 "Nitro para pólvora negra, cartuchocollector.net, consultado el 17 de diciembre de 16.
- Colector de cartuchos, .450/400 31⁄4 "Black Powder Express, cartuchocollector.net, consultado el 17 de diciembre de 2016.
- Colector de cartuchos, .450/400 31⁄4 "Nitro para pólvora negra, cartuchocollector.net, consultado el 17 de diciembre de 16.
- Asociación Española de Recolectores de Cartuchos, “.450-400 Express 23⁄8 pulgadas ", municon.org Archived  </link> , consultado el 8 de noviembre de 2017.

- Datos: Q25100076
- Multimedia: .450/400 Black Powder Express / Q25100076